# Base Naval de Rota
La Base Naval de Rota (Código IATA: ROZ, OACI: LERT), también conocida como NAVSTA Rota, se sitúa en la provincia española de Cádiz, con una gran área comprendida en el término municipal de Rota, y una parte menor comprendida en el término municipal de El Puerto de Santa María.
Desde el 23 de septiembre de 1953, España permite el uso de la base a los Estados Unidos, si bien el territorio donde se asienta sigue siendo español. La base ocupa 2400 hectáreas, de estas, 2000 las utilizan las Fuerzas Armadas de los Estados Unidos en cumplimiento de los Pactos de Madrid de 1953 y del resto de tratados militares que los sustituyen. De conformidad con los actuales acuerdos internacionales en vigor, España no podrá en ningún caso recuperar el uso sobre la base aeronaval, si lo desease, antes del 9 de septiembre de 2024, previa comunicación a Estados Unidos, que deberá hacerse no más tarde del 9 de marzo de 2023.
Contiene un puerto naval militar al norte de la bahía de Cádiz y un aeropuerto militar de uso compartido. La base de Rota sirve como lugar de paso para aviones de carga C-5 Galaxy, C-17 Globemaster III y buques de todo tipo de Estados Unidos y muchos otros países pertenecientes a la OTAN, que la usan para repostar. Estados Unidos mantiene cuatro destructores tipo Arleigh Burke —que forman parte del brazo naval del sistema antimisiles balísticos de la OTAN— destinados de forma permanente. España dispone de numerosos buques, como las fragatas F-80, el porta-aeronaves Juan Carlos I y el buque de asalto anfibio Galicia, al igual que helicópteros y aviones tipo Harrier II y Cessna Citation con sede en esta base.

## Historia
La construcción de la Base Naval de Rota se realizó en el siglo XIX, siendo base del Cuartel General de la Flota española.

### Comienzo de la presencia estadounidense

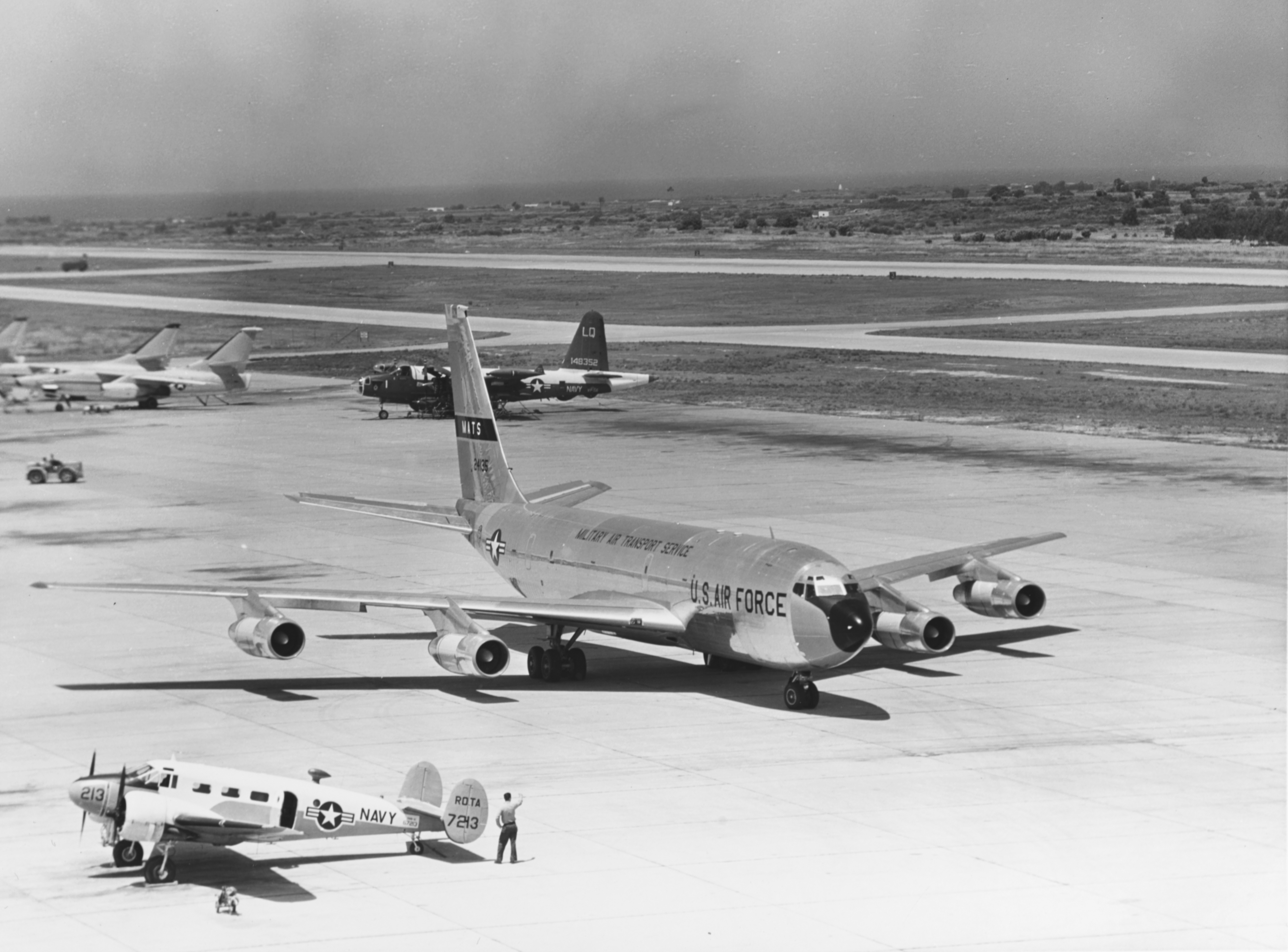
Un Boeing C-135B-BN Stratolifter de la Fuerza Aérea de los Estados Unidos en el aeródromo de Rota alrededor de mediados de la década de 1960. El complejo se usa como base logística para operaciones militares en Europa, Norte de África y Oriente Próximo.

Bajo la dictadura del general Franco se firmaron en septiembre de 1953 los Pactos de Madrid, por los que España permitía a Estados Unidos la instalación en territorio español de cuatro bases estadounidenses, una de cuales sería la naval de Rota, a cambio de ayuda económica y militar.
La construcción de la base comenzó bajo la supervisión de la Oficina Naval de Astilleros y Puertos sobre terrenos expropiados. Las áreas comprendían más de 2594,03 hectáreas (24 km² o 6000 acres) de terreno del litoral norte de Cádiz,
una zona de alto valor estratégico durante la Guerra Fría comprendida entre Rota y El Puerto de Santa María.
El uso de la base española es conjunto, permaneciendo bajo bandera española y bajo mando de un contraalmirante español.
La Armada Española es responsable de la seguridad exterior de la base, y ambas marinas (la española y la estadounidense) son responsables de la seguridad interior con una fuerza conjunta de policía militar (que suele verse desde la carretera rondando el perímetro).

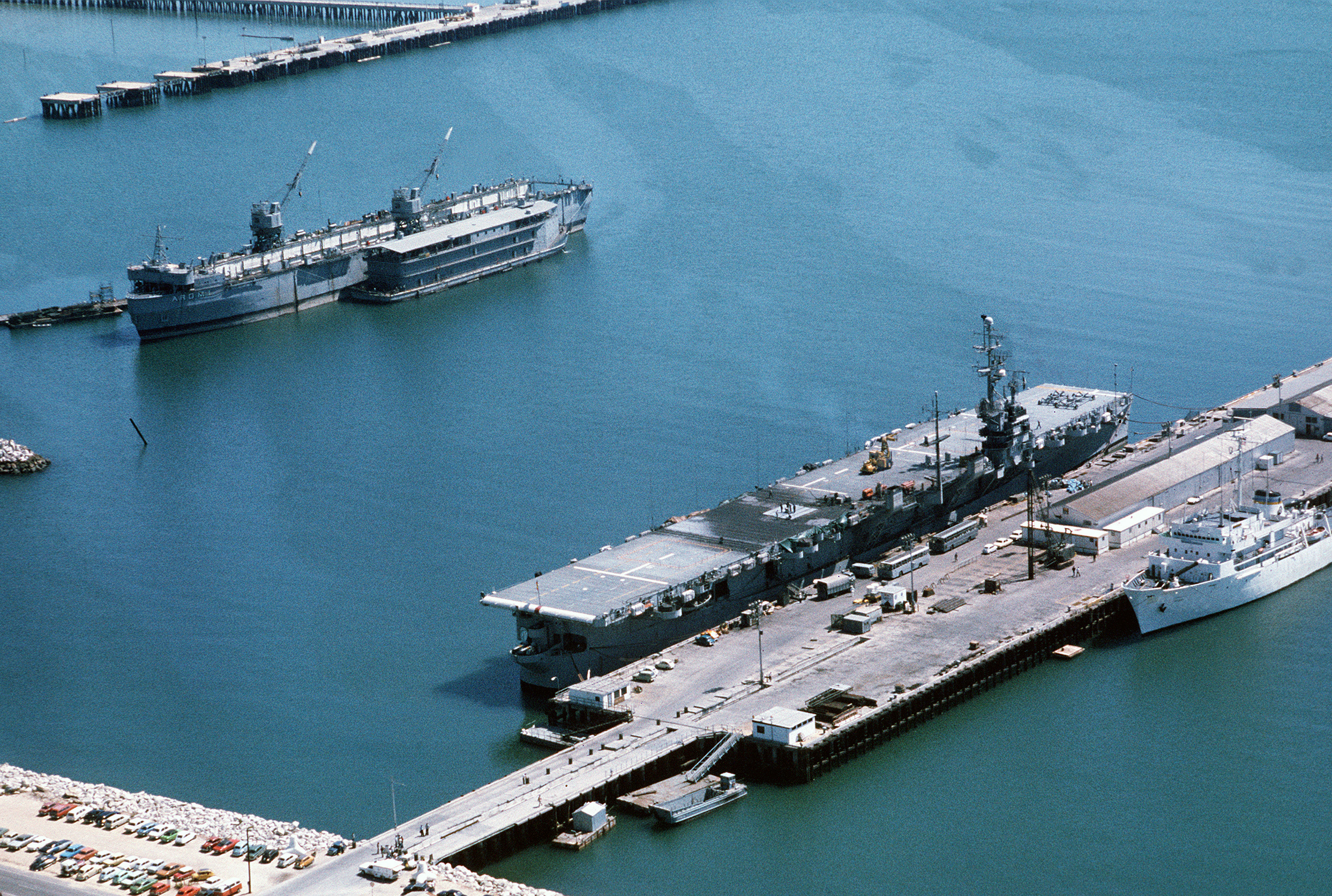
El portaaviones de la Armada Española Dédalo (R-01) amarrado en un muelle de la Base Naval de Rota en 1976.

Dependiente de la base de Rota, también existió un destacamento naval en Cartagena, en el que la Armada de los Estados Unidos tenía unos polvorines navales (NAVMAG) y depósitos de combustible (FUEL ANNEX), aunque con la revisión del Tratado hispano-estadounidense se cedió totalmente su uso a la Armada Española.

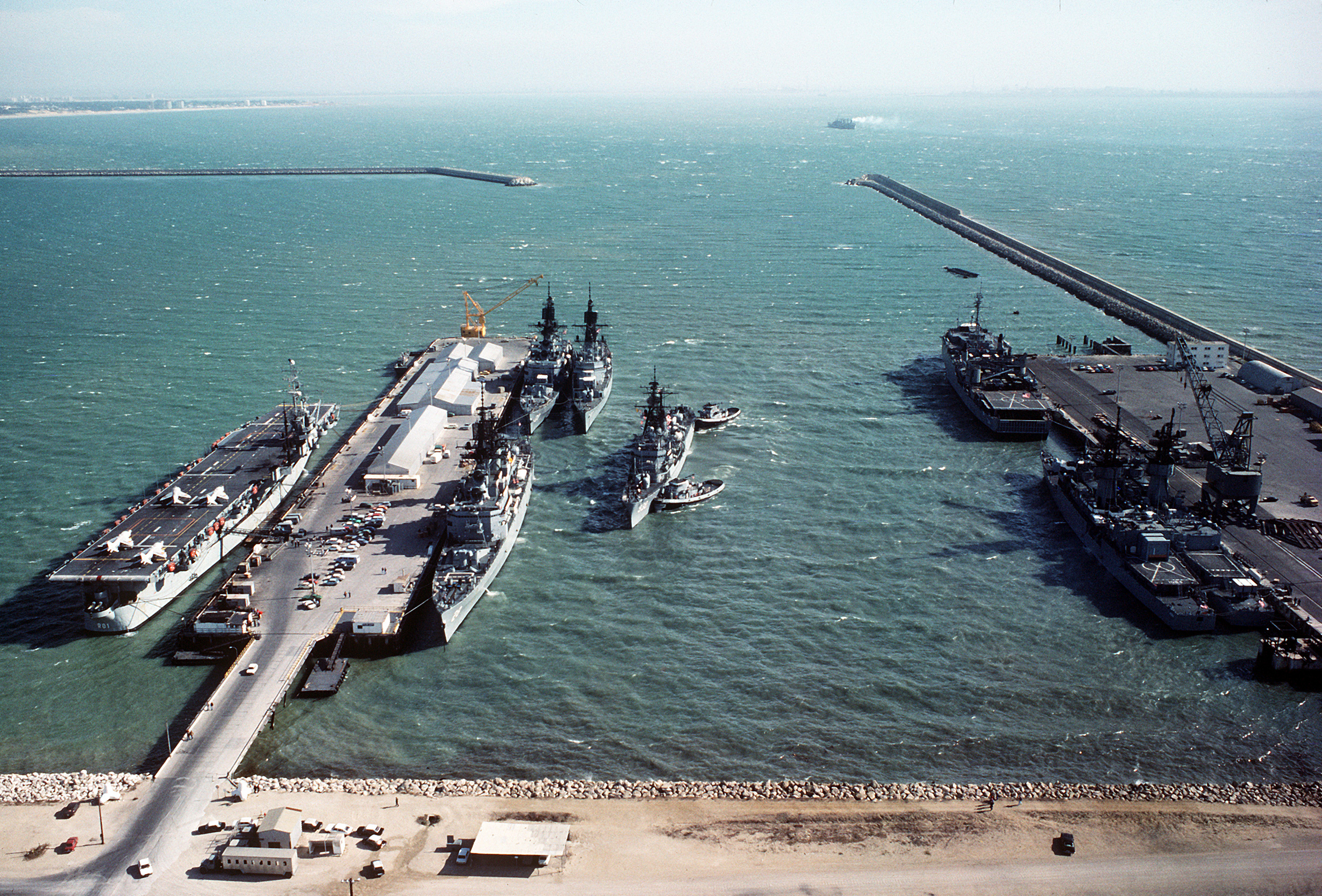
Buques españoles y estadounidenses amarrados en los muelles de la base de Rota en el año 1981.

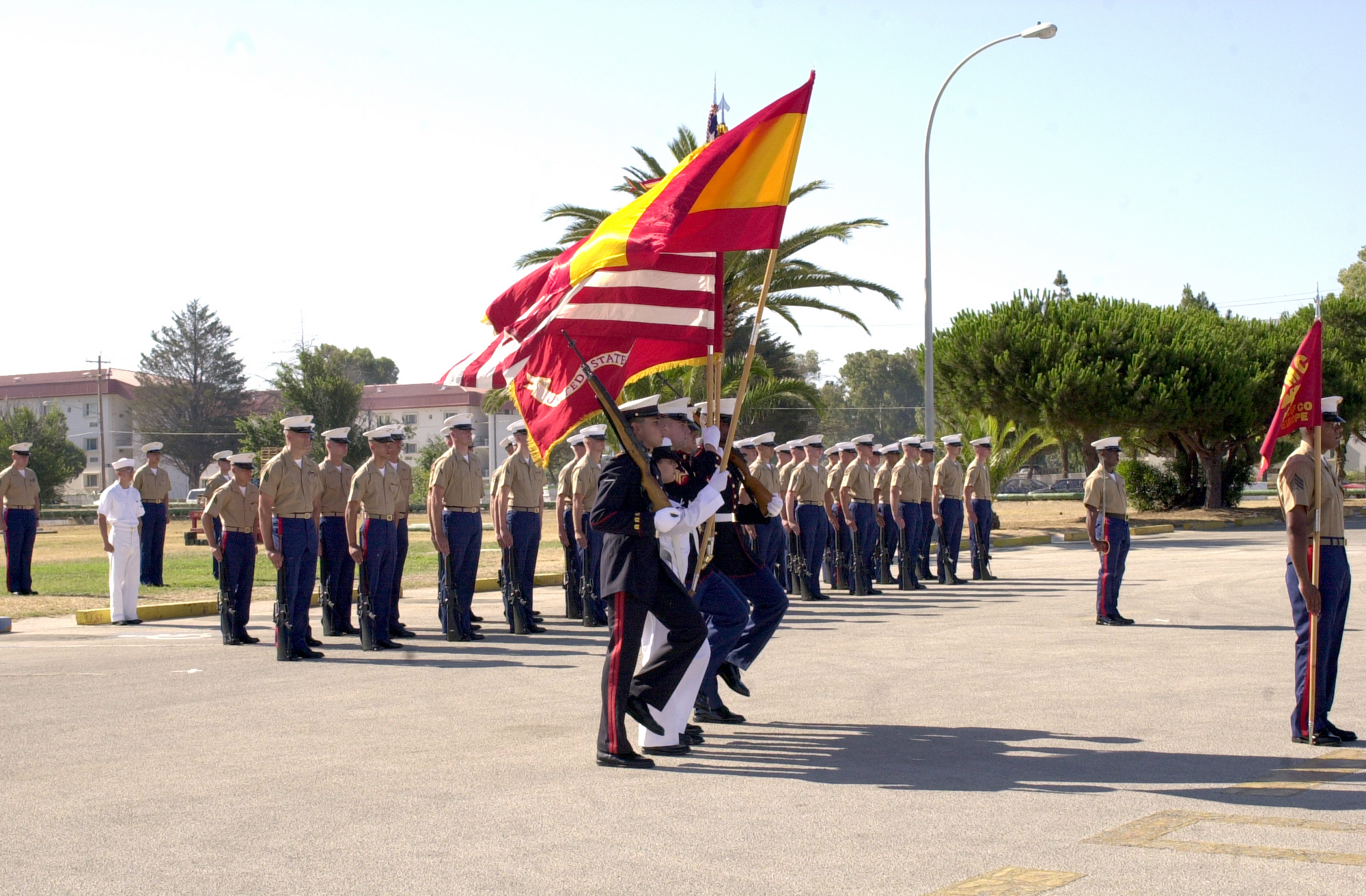
La Guardia de Color conjunta de Estados Unidos y España a bordo de la Estación Naval de Rota, desfila con los colores durante el Cambio de Mando y la Fuerza de Seguridad del Cuerpo de Marines de Europa. Imagen del año 2002.

El Jefe de Operaciones Navales estadounidense desplegó el Escuadrón de Submarinos 16 (SUBRON 16) en Rota el 28 de enero de 1964 y se embarcó en el USS Proteus. El USS Lafayette completó su primera patrulla de disuasión de misiles balísticos de flota (FBM) con el misil Polaris y comenzó el primer reacondicionamiento y reabastecimiento en Rota. A principios de la década de 1970, los submarinos asignados al SUBRON 16 estaban completando la conversión al misil Poseidón. Esa transición se completó cuando el USS Francis Scott Key regresó a Rota el 14 de enero de 1974. Las negociaciones entre España y los Estados Unidos en 1975 dieron como resultado la retirada planificada del SUBRON 16 de España, y el Jefe de Operaciones Navales ordenó estudios para seleccionar un nuevo sitio de reacondicionamiento en la costa este de los Estados Unidos. El Senado de los Estados Unidos ratificó el tratado en junio de 1976; pidió la retirada del escuadrón de España para julio de 1979. En noviembre de 1976, el Secretario de Marina anunció la base naval de submarinos Kings Bay, Georgia, como ese nuevo sitio de reacondicionamiento.
A principios de la década de 1980, cuando alcanzó su tamaño máximo, vivían en la base de Rota 16.000 marineros y sus familias, e incluía dos escuadrones de aviación desplegados permanentemente hacia adelante: el Escuadrón Dos de Reconocimiento Aéreo de la Flota (VQ-2) y el Escuadrón de Apoyo Logístico de la Flota Veintidós (VR-24). El VQ-2 tuvo su base en Rota desde 1959 hasta 2005, cuando se trasladó a NAS Whidbey Island, en Washington. El escuadrón VR-24 voló el C-130 F y tuvo su base en Rota desde 1962 hasta su inactivación en 1993. A principios de la década de 1990, un escuadrón de patrulla de aviones P-3 Orion con base en los Estados Unidos también estaría dividido entre la base de Rota y la base aérea de Lajes en las Azores para rastrear buques de guerra y submarinos soviéticos en el Océano Atlántico y en el Mediterráneo. Los escuadrones de patrulla rotarían esta asignación de despliegue a Rota y Lajes cada seis meses y se aumentarían periódicamente con escuadrones de patrulla de la Reserva Aérea Naval para duraciones más cortas.
Con la reducción de personal de la Marina de los EE. UU. a fines de la década de 1980 y principios de la de 1990, especialmente después del final de la Guerra Fría, la población de la base se redujo drásticamente. A medida que la Marina de los EE. UU. comenzó a reducir su presencia, la USAF se dio cuenta del potencial del aeródromo como una parada de reabastecimiento de combustible en los despliegues de Oriente Medio. Rota fue utilizado por aviones C-5 y C-141 en la Guerra del Golfo en 1991. Más tarde, EE. UU. acordó con España mejorar las instalaciones de la base aérea para que pudiera manejar más operaciones de aviones de carga.
En abril de 2011, el comandante de la guarnición de la Marina de los EE. UU. en la base, el capitán William F. Mosk, fue relevado del mando y reasignado durante una investigación sobre el uso ilegal de drogas por parte de militares estadounidenses en la instalación. El contraalmirante Tony Gaiani relevó a Mosk por "perder la confianza en su capacidad de mando", específicamente, para manejar asuntos relacionados con la investigación.

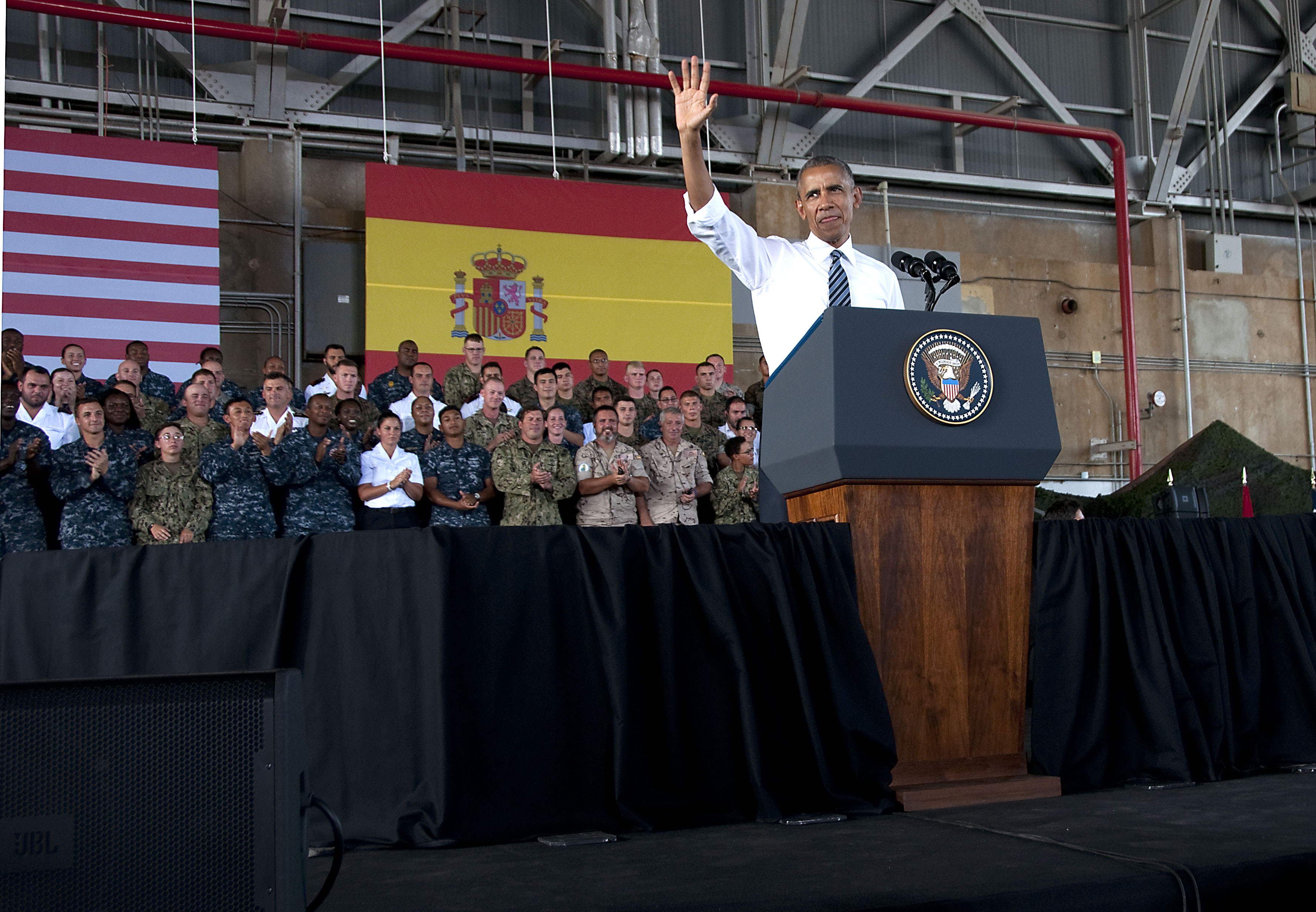
El presidente estadounidense Barack Obama de visita en la base en el año 2016.

El 5 de octubre de 2011, el secretario de Defensa de EE. UU., Leon Panetta, anunció que la USN estacionará cuatro buques de guerra Aegis en Rota para fortalecer su presencia en el mar Mediterráneo y reforzar la defensa antimisiles de la OTAN como parte del enfoque adaptativo europeo por fases (EPAA). A partir de 2015, cuatro destructores estadounidenses, incluidos el USS Arleigh Burke, el USS Ross, el USS Porter y el USS Roosevelt, están desplegados de forma permanente en la Estación Naval de Rota como parte del Sistema de Defensa contra Misiles.
La Armada de los Estados Unidos mantiene cerca de 2023,4 hectáreas de los cerca de 2423 que tiene la base. Hay unos 2000 ciudadanos estadounidenses viviendo en la misma, incluyendo personal civil, militar y sus familias. Además, hay otros que residen en Rota y en El Puerto de Santa María y ya, en menor medida, en otras ciudades cercanas generando una riqueza evaluada en 444 millones de euros anuales en 2019.
En 2021 la base acogió temporalmente a miles de refugiados afganos traídos por la evacuación de Afganistán de 2021. Uno de los acuerdos surgidos por la cumbre de la OTAN en Madrid de 2022 fue ampliar de 4 a 6 los destructores estadounidenses estacionados en la base y acoger 600 efectivos estadounidenses más. Finalmente el acuerdo de ampliación se firmó en mayo de 2023.

## Controversia
Durante casi 40 años, diversos grupos protagonizaron anualmente marchas en protesta por la presencia de fuerzas estadounidenses y material bélico español en dicho puerto. Las manifestaciones recorrían las calles de la localidad hasta finalizar en una de las puertas de acceso a las instalaciones del complejo naval, donde representantes de los grupos leían proclamas en su contra.
Las protestas contra la base provocan algo de polémica entre los vecinos de la localidad, polarizándolos en dos posturas, a favor y en contra, ya que genera muchos empleos y riqueza, a consecuencia del dinero que gastan en esa zona los militares y las administraciones española y estadounidense.
En el año 2011 se conoció el ofrecimiento por parte del gobierno de Zapatero de ocultar el paso de submarinos nucleares por ella.

## Galería de imágenes

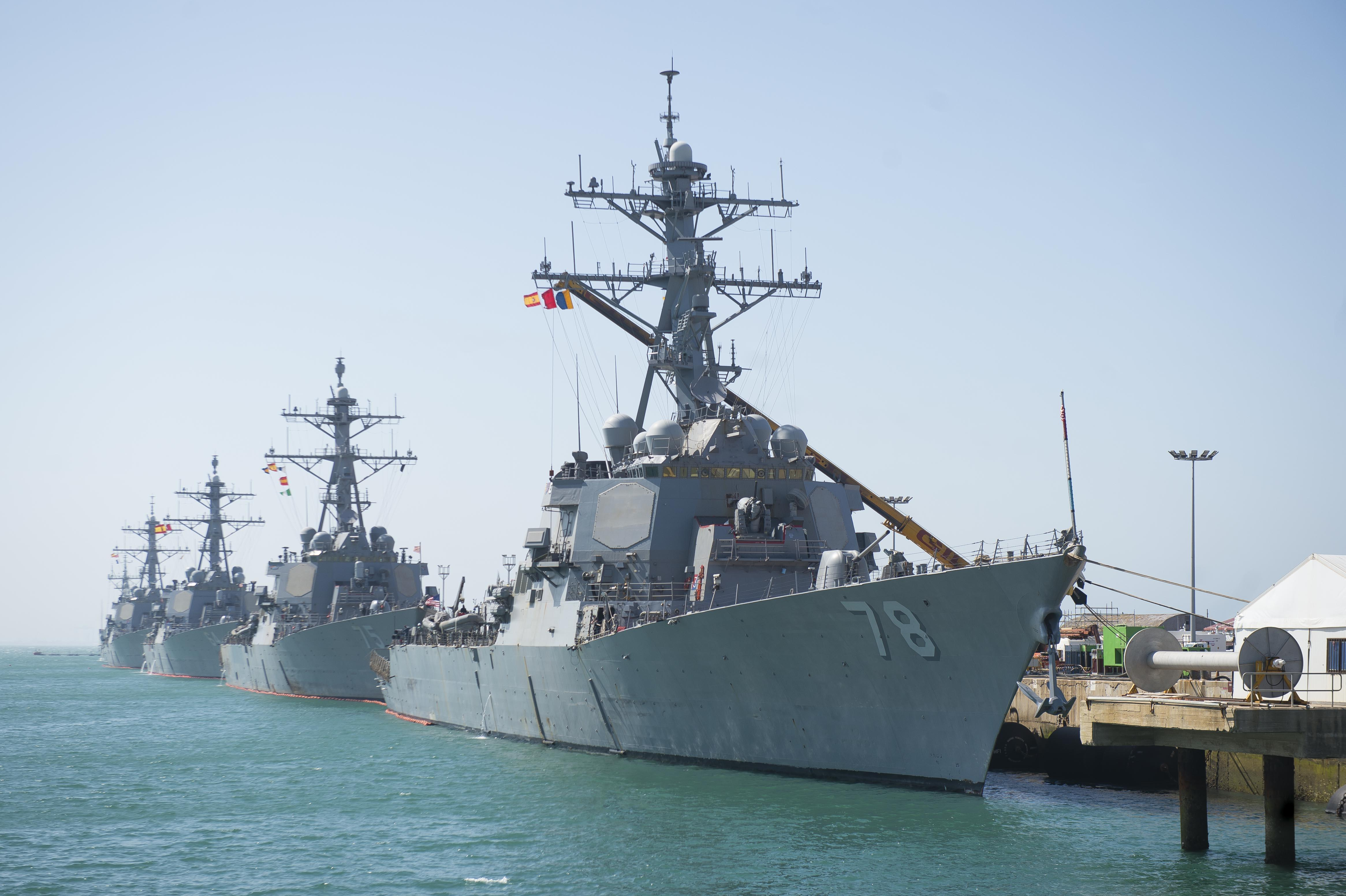
Los destructores de misiles guiados clase Arleigh Burke: USS Porter, USS Donald Cook, USS Carney y USS Ross, año 2017.
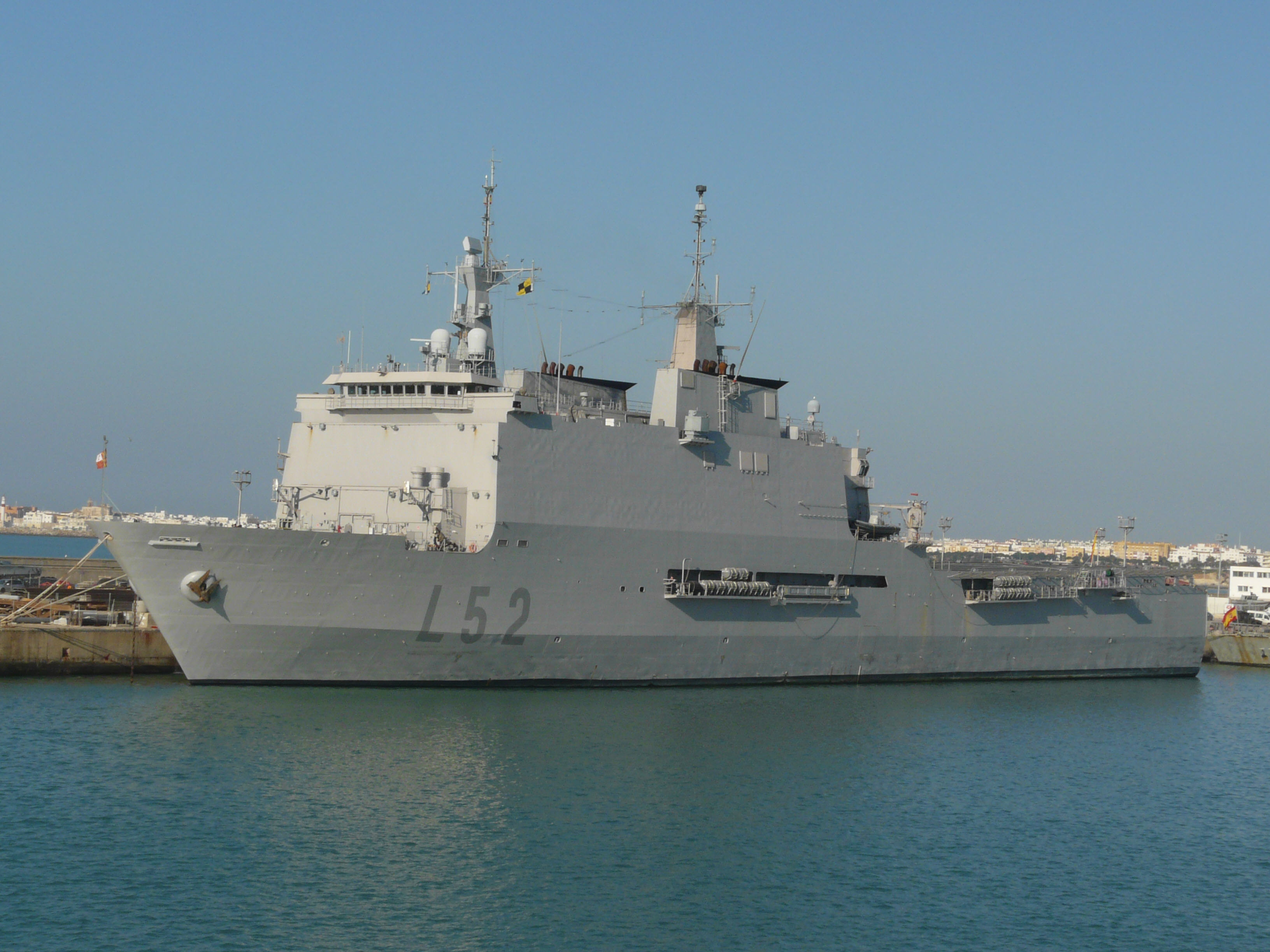
El Castilla amarrado, año 2009.
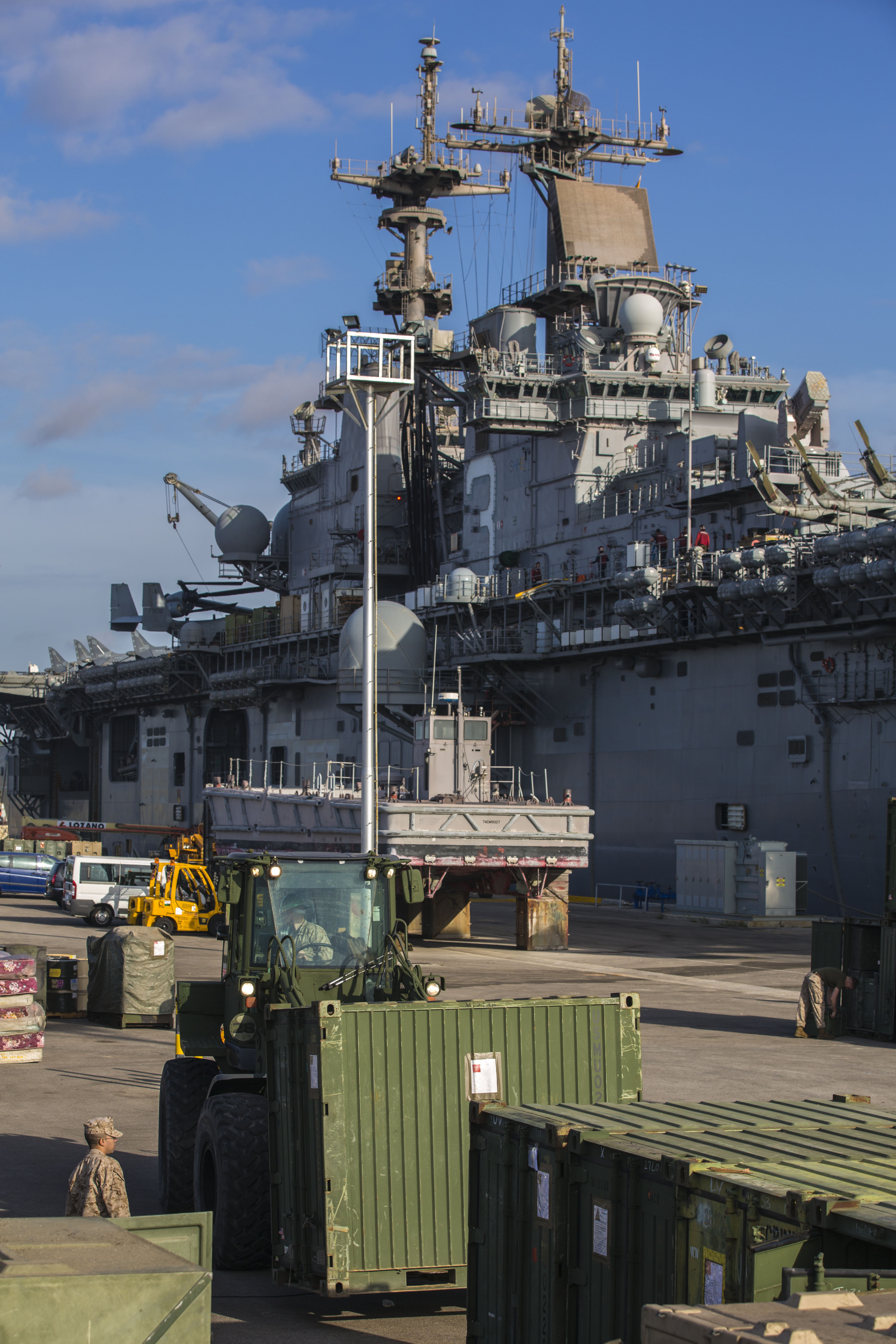
El USS Kearsarge atracado, año 2013.
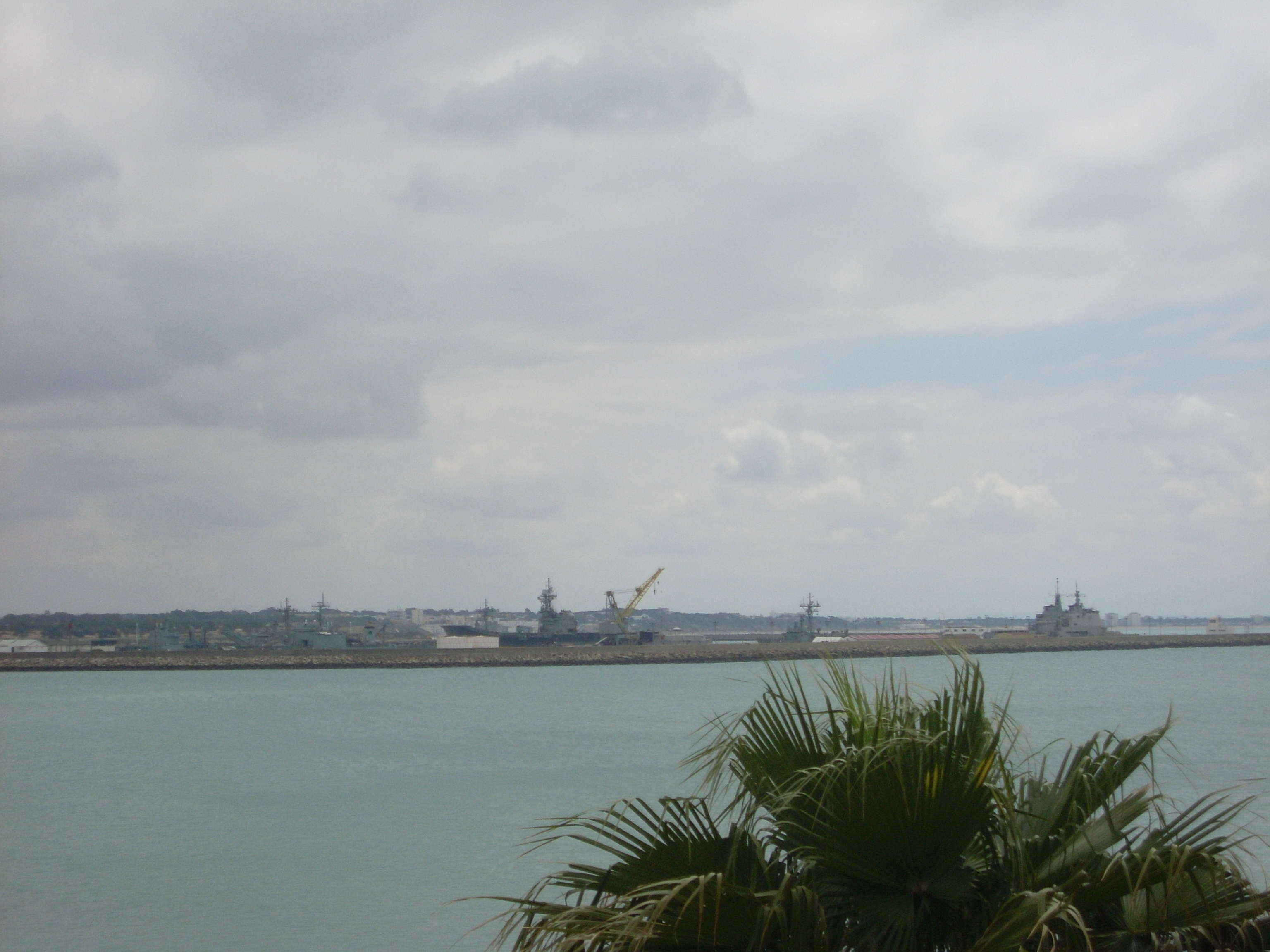
Vista de la Base Aeronaval desde la localidad de Rota, año 2008.
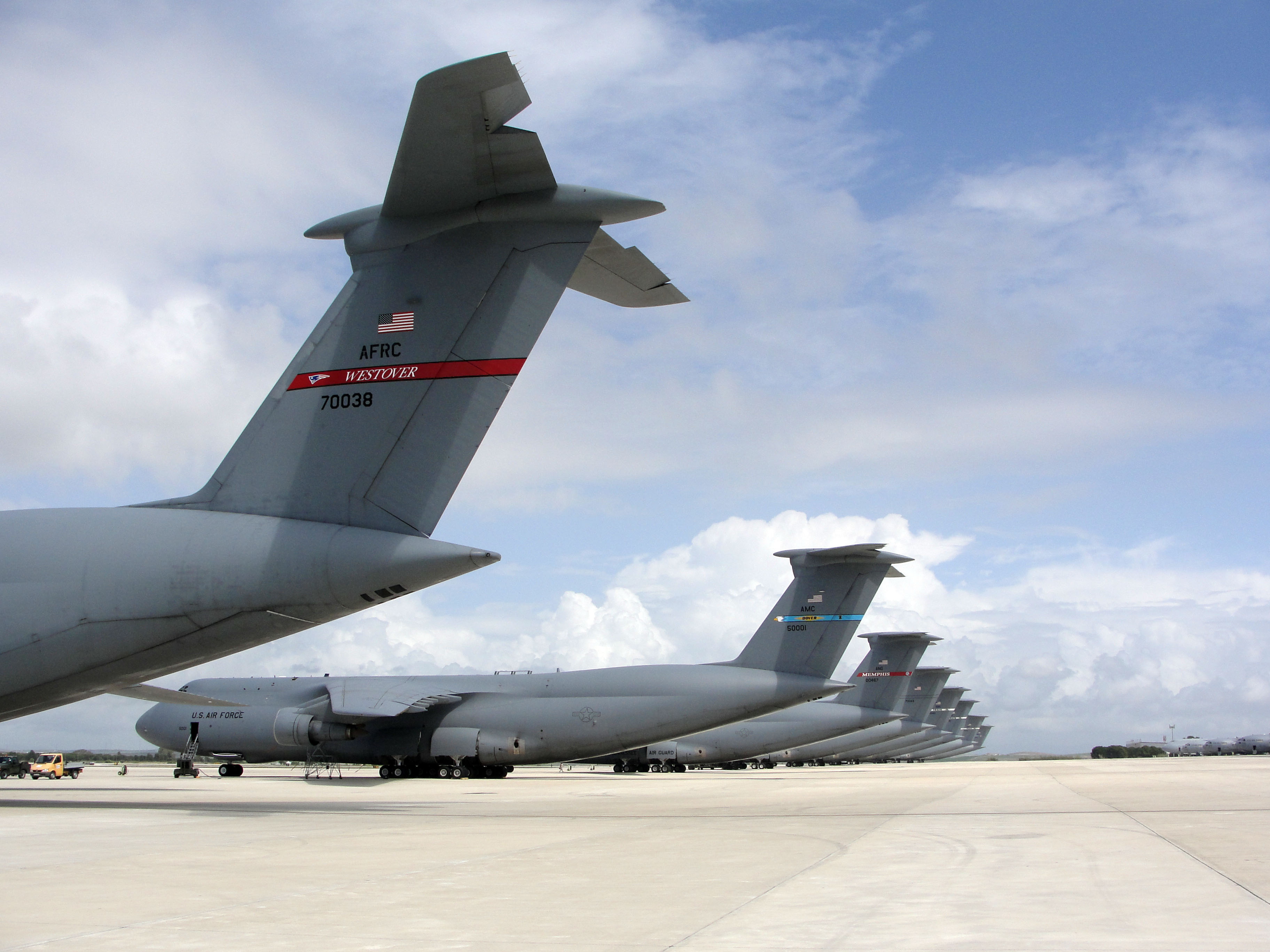
Ocho aviones C-5 Galaxy en Rota, año 2010.
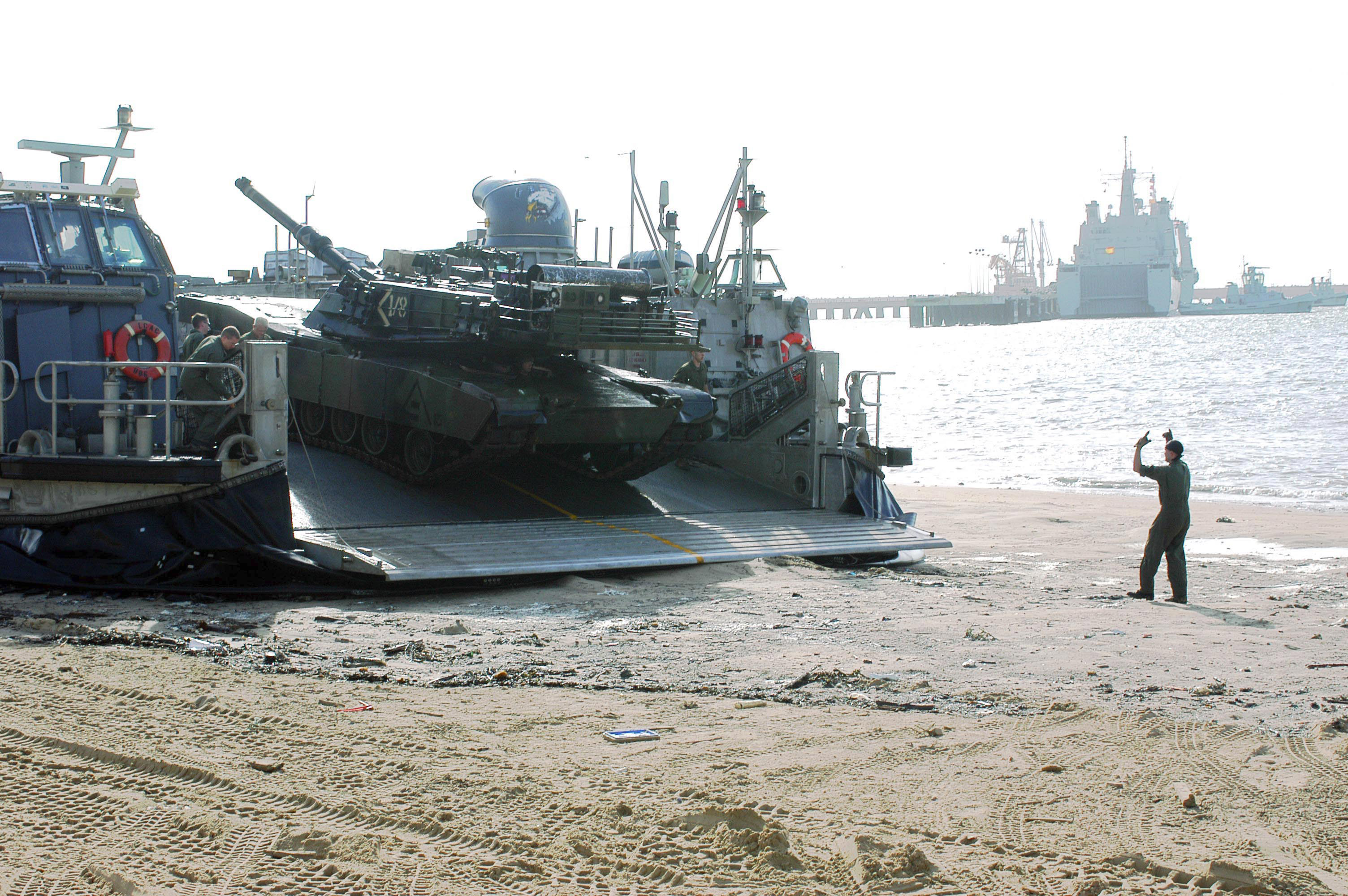
Desembarco de un tanque estadounidense M1 Abrams, año 2003.
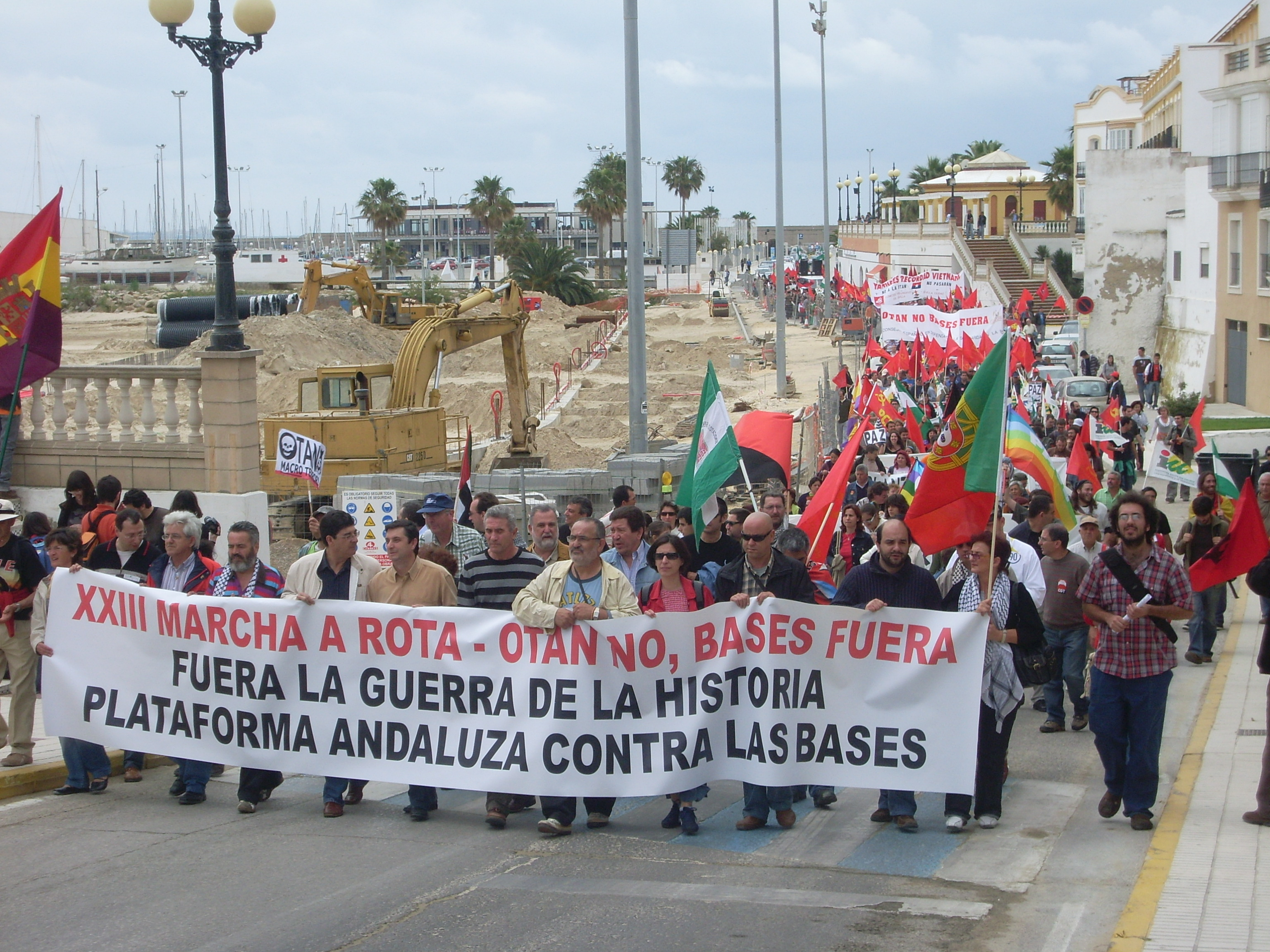
Una protesta contra la presencia militar estadounidense.
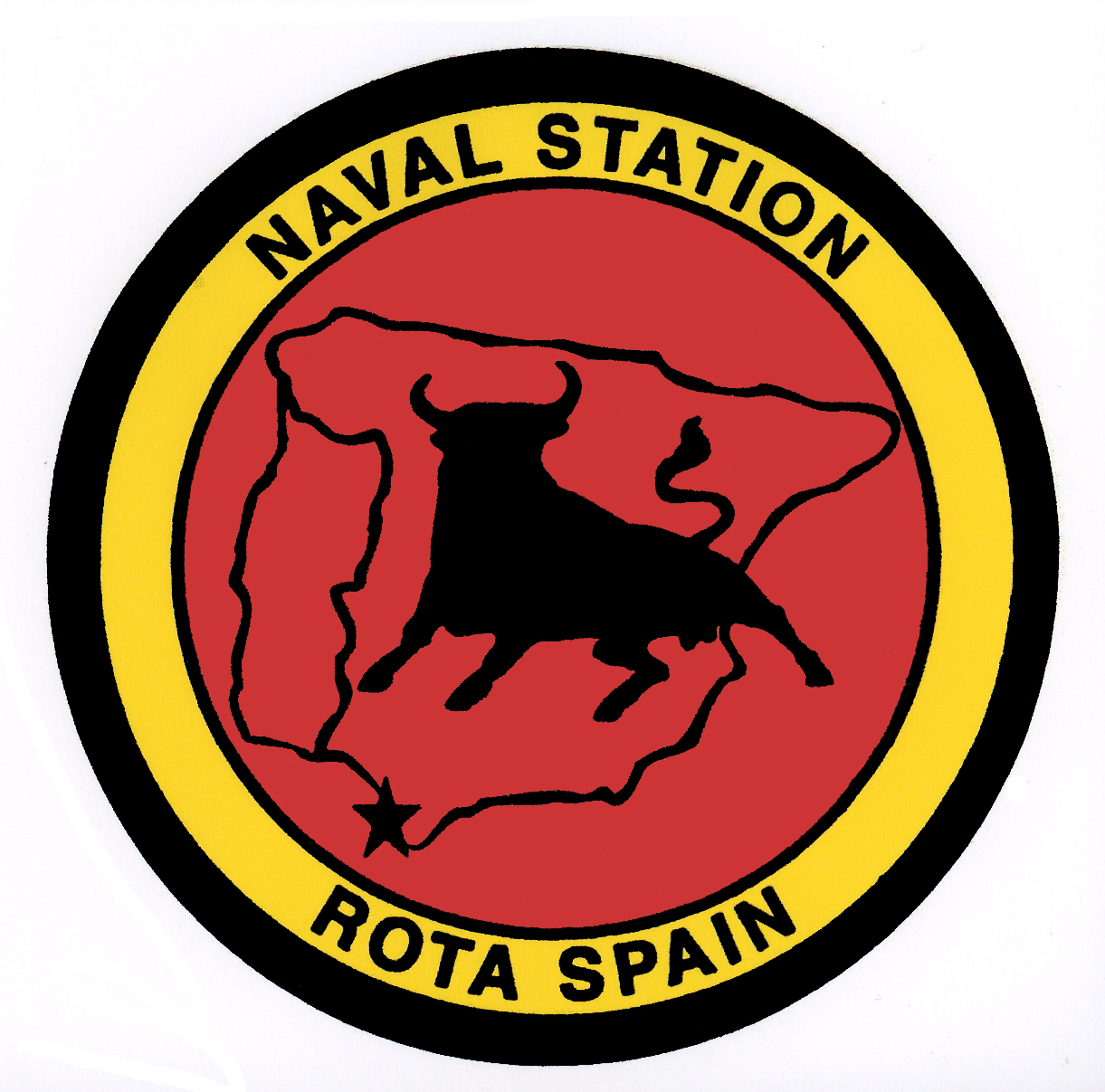
Logotipo de la base naval.